# Pteropus seychellensis
Pteropus seychellensis — вид рукокрилих, родини Криланових.

## Поширення, поведінка
Країни поширення: Коморські острови, Майотта, Сейшельські острови, Танзанія. Цей вид широко розповсюджений по всіх Сейшельських островах, з деякими колоніями чисельністю до 300 особин. Дуже поширений в селах і містах. Цей вид був записаний у первинних та вторинних вологих тропічних лісах.